# Kiss from a Rose
"Kiss from a Rose" é uma canção do cantor londrino, Seal. Lançada em 1994 para o álbum Seal II e com maior notoriedade como trilha sonora do filme Batman Forever. A música rendeu a Seal o Grammy Award de 1996 como a Canção do Ano, além do prêmio de Melhor Cantor Masculino do Ano. Música essa que esteve em várias paradas de sucesso em todo o mundo.

## Antecedentes
"Kiss from a Rose" foi escrita em 1987, muitos anos antes da estreia do cantor britânico Seal na carreira profissional. Após compor a canção, Seal sentiu-se "envergonhado" e "jogou a fita cassete num canto". O cantor não apresentou a canção ao produtor Trevor Horn até o início das gravações do álbum Seal II. Em 2015, Seal afirmou sobre a canção: "Para ser honesto, eu nunca fiquei orgulhoso dela, apesar de ter gostado da produção de Trevor. Ele transformou aquela fita em 8 milhões de cópias e meu nome tornou-se conhecido".
"Kiss from a Rose" foi o segundo single da trilha sonora de Batman Forever, e liderou a Billboard Hot 100 durante uma semana em agosto de 1995. Também figurou em quarto lugar na UK Singles Chart. O single havia estreiado em 20º lugar, porém alcançou a primeira colocação ao ser re-lançado como na trilha sonora do filme. Pela canção, Seal recebeu o MTV Movie Award de "Melhor Canção de um Filme".

## Videoclipe
Duas versões do videoclipe foram produzidas:
- A versão original foi filmada em um estúdio fotográfico e co-dirigida por Matthew Rolston e William Levin. O filme Blowup, de 1966, foi fortemente referenciado nas cenas do clipe.

- A segunda versão foi dirigida por Joel Schumacher e inclui Seal performando a canção junto ao "Bat-sinal" com cenas intercaladas do filme. Este tornou-se o vídeo mais popular da canção.

## Faixas
1. "Kiss from a Rose" (radio edit) – 3:38
2. "Kiss from a Rose" (album version) – 4:47